# Philodryas
Philodryas — рід змій родини полозових (Colubridae). Представники цього роду мешкають в Південній Америці.

## Опис
У змій роду Philodryas голова морфологічно відділена від шиї, кантус виражений. Очі середнього розміру або великі, зіниці округлі. Тіло циліндричної форми або дещо латерально сплющене. Хвіст довгий. Дорсальні луски посередині тіла формують від 17 до 23 рядів, субкаудальні луски розділені.
На верхній щелепі 12-15 дрібних зубів, відділених від двох великих ікл з боріздками, розташованих за очима. Хоча полозові, як правило, є неотруйними, представники роду Philodryas мають направлені назад зуби з боріздками, здатні до отруйного укусу. Однак отрута цих змій є малотоксичною.

## Види
Рід Philodryas нараховує 16 видів:
- Philodryas aestiva (A.M.C. Duméril, Bibron & A.H.A. Duméril, 1854)
- Philodryas agassizii (Jan, 1863)
- Philodryas arnaldoi (Amaral, 1932)
- Philodryas baroni Berg, 1895
- Philodryas boliviana Boulenger, 1896
- Philodryas chamissonis (Wiegmann, 1834)
- Philodryas cordata Donnelly & C. Myers, 1991
- Philodryas erlandi Lönnberg, 1902
- Philodryas livida (Amaral, 1923)
- Philodryas mattogrossensis Koslowsky, 1898
- Philodryas nattereri Steindachner, 1870
- Philodryas olfersii (Lichtenstein, 1823)
- Philodryas patagoniensis (Girard, 1858)
- Philodryas psammophidea Günther, 1872
- Philodryas trilineata (Burmeister, 1861)
- Philodryas varia (Jan, 1863)

## Етимологія
Наукова назва роду Philodryas походить від сполучення слів дав.-гр. φιλος — любитель і δρυς — дерево.